# Stadion Narodowy im. Wasiła Lewskiego
Stadion Narodowy im. Wasiła Lewskiego (bułg. Национален стадион „Васил Левски“) – stadion sportowy w Sofii, stolicy Bułgarii. Nazwany na cześć działacza niepodległościowego Wasiła Lewskiego (1837–1873), jest jednym z największych (może pomieścić 46 340 widzów) i najbardziej wielofunkcyjnych obiektów sportowych w Bułgarii.
Obiekt wybudowano w miejscu dawnego boiska Lewskiego Sofia. Nowy stadion został otwarty w 1953 roku, dwukrotnie – w 1966 i 2002 roku – był modernizowany. Obecnie spełnia wszystkie kryteria UEFA do rozgrywania najważniejszych spotkań piłkarskich, w tym finałów Ligi Mistrzów i Pucharu UEFA. Na stadionie swoje mecze rozgrywają reprezentacje Bułgarii seniorów i U-21 oraz kluby grające w europejskich pucharach. Główna arena uniwersjady w 1961 oraz 1977. W 2009 roku obiekt gościł lekkoatletyczne mistrzostwa świata wojskowych.
Stadion jest częścią większego kompleksu sportowego, na którego terenie znajdują się także boiska do koszykówki, lekkiej atletyki, tenisa stołowego, ring bokserski, sala do aerobiku, siłownia oraz dwie sale konferencyjne i trzy restauracje.